# Афанасьєв Володимир Миколайович
Володимир Миколайович Афанасьєв (нар. 1 березня 1949, с. Павлівка, Ізмаїльська область, УРСР) — одеський художник, живописець, графік, автор книг по мистецтву. Член Національної спілки художників України від 2008 року.

## Життєпис
Народився  1 березня 1949 року в с. Павлівка на Одещині. 1971 року закінчив Одеський педагогічний інститут ім. К. Д. Ушинського. По закінченню вишу працював вчителем. У 1977 році організував дитячу художню школу у м. Арциз, яку очолює донині.
Учасник загальновідомих квартирних виставок, які організовувалися одеськими художниками–конформістами у 1980р. Брав участь в обласних, республіканських, всесоюзних та міжнародних художніх виставках починаючи з 1970р. Персональні виставки митця проводилися у 1984, 1986 та 1993 роках. У 2014 році відбулася персональна виставка художника в одеському музеї західного та східного мистецтва.
Роботи художника зберігаються в музейних, приватних і галерейних колекціях України, Франції, Англії, Німеччини, США.

## Основні роботи
- «Вечір у Павлівці» (1972);
- «Вечірня пісня» (1973–75);
- «Шабський виноград» (1977–78);
- «Купальниці» (1979);
- «О, спорт» (1980);
- «Олімпійський рух» (1984);
- «Третій день весілля» (1985–86);
- «Дівчина з Делен» (1985);
- «Арцизький пейзаж» (1986).